# Костенецко-Долнобанска котловина
Костенецко-Долнобанската котловина е котловина в южната част на Ихтиманска Средна гора, северно от Рила, в Софийска област.
Костенецко-Долнобанската котловина има форма на латинска буква „V“, обърната с основата си на югоизток. Дължината ѝ е около 18 км и ширина до 5 км. Простира се в южната част на Ихтиманска Средна гора между ридовете Шумнатица на запад, Септемврийски на север-североизток и Ветрен (Еледжик) на изток. На юг граничи със северните склонове на Рила. Средната ѝ надморска височина е от 520 до 680 м.
Дъното на котловината е неравно, в подножието на Рила хълмисто, набраздено от долините на десните притоци на Марица, а централните ѝ части за заети от ниските тераси на Марица и притоците ѝ. Южната ѝ периферия обърната към Рила е заета от големи наносни конуси. Образувана е през неоген-кватернера в резултата на потъване по периферните разседи. Запълнена е с кватернерни алувиални, ледникови и делувиални наноси. Почвите са предимно кафяви горски и алувиално-ливадни. При селата Костенец (на юг) и Пчелин (на север) и град Долна баня (на запад) бликат топли минерални извори. Климатът е умерено-континентален, с ясно изразено планинско влияние. В южната ѝ част, от запад на изток протича река Марица, която заедно със своите десни (Ибър, Стара река и др.) и леви притоци (Очушница и др.) отводнява котловината. Климатичните и почвените дадености предоставят добри условия за развитие на селското стопанство – зърнени култури, лен, картофи; овощарство, животновъдство. В селищата с топли минерални извори са изградени модерни балнеоложки и климатични курорти.
В котловината са разположени три града: Костенец, Долна баня и Момин проход и осем села: Горна Василица, Долна Василица, Костенец, Марица, Очуша, Подгорие, Пчелин и Радуил.
През Костенецко-Долнобанската котловина преминават два пътя от Държавната пътна мрежа:
- В източната ѝ част, на протежение от 10,6 км – участък от първокласен път № 8 ГКПП „Калотина“ – София – Пловдив – ГКПП „Капитан Андреево“;
- В южната ѝ част, на протежение от 15,1 км – участък от второкласен път № 82 Костенец – Самоков – София.[1]

В източната ѝ част, успоредно на първокласен път № 8 преминава и част от трасето на жп линията София – Пловдив.

## Топографска карта
- Лист от карта K-34-60. Мащаб: 1 : 100 000.
- Лист от карта K-34-72. Мащаб: 1 : 100 000.